# Resident Evil 4 (jeu vidéo, 2023)
Cet article concerne le remake de Resident Evil 4. Pour la version originale, voir Resident Evil 4.
Resident Evil 4 est un jeu vidéo de tir à la troisième personne d'horreur et d'action développé et édité par Capcom. Il s'agit d'un remake du jeu Resident Evil 4 de 2005, sorti sur Windows, PlayStation 4, PlayStation 5, et Xbox Series le 24 mars 2023, dix-huit ans après sa sortie originale. Les versions pour PlayStation VR2, iOS et macOS sont publiées en décembre 2023.
Les joueurs contrôlent l'agent américain Leon S. Kennedy en mission dans un village espagnol pour sauver Ashley Graham, la fille du président des États-Unis, de Los Illuminados, une secte violente vénérant un ancien parasite.

## Système de jeu
Comme le jeu original et les remakes de Resident Evil 2 et 3, Resident Evil 4 constitue un jeu de tir à la troisième personne. Ce nouveau Resident Evil 4 est plus effrayant que le jeu original, avec une atmosphère plus tendue et des conceptions de personnages plus terrifiantes[réf. nécessaire].

## Développement
Le développement aurait commencé vers 2018, dirigé par le studio M-Two. Capcom a ensuite repris le développement en interne au début de 2021 avec « de nombreux membres de l'équipe » qui ont travaillé sur le remake de Resident Evil 2.

## Sortie
La première bande-annonce est publiée dans le cadre de la conférence State of Play (en) diffusée en direct par Sony le 3 juin 2022. Le jeu est sorti sur Windows, PlayStation 4, PlayStation 5 et Xbox Series le 24 mars 2023. Parla suite, il est adapté pour la réalité virtuelle en étant publié sur PlayStation VR2 le 8 décembre 2023, et il est lancé sur tous les supports iOS au 20 décembre 2023.

## Accueil

### Critiques
Resident Evil 4 reçoit un accueil extrêmement favorable de la presse selon l'agrégateur de notes Metacritic.

### Ventes
Le jeu s'écoule à plus de 3 millions d'exemplaires en deux jours de commercialisation. Resident Evil 4 est le jeu le plus téléchargé sur le PlayStation Store européen et américain au mois de mars 2023. En mars 2024, le remake s'écoule à 7 millions d'exemplaires. Quelques mois plus tard, le 16 octobre 2024, le jeu dépasse les 8 millions de ventes, tous supports confondus. Capcom écoule 1 million d'exemplaires de son survival horror durant le dernier trimestre de 2024, ce qui lui permet de franchir le cap des 9 millions d'unités vendues avant le passage à l'année 2025,.

### Distinctions
Le jeu est nommé à trois reprises lors des Games Awards 2023, dont pour la récompense de « jeu de l'année ».